# Américars
Américars (Fast N' Loud en version originale) est une émission télévisée de la chaîne Discovery Channel avec Richard Rawlings et son équipe du garage Gas Monkey Garage basé à Dallas au Texas.
Lors de l'émission, les personnages recherchent des voitures anciennes qu'ils restaurent dans un but lucratif. L'émission mélange des épisodes de téléréalité et des sketchs dans le thème de l'épisode.
L'émission a été un succès aux états-Unis dès sa première saison. En France, elle est diffusée sur RMC Découverte. En Italie, elle a d'abord été diffusé par DMAX, puis par Motor Trend et Discovery Channel. Au Japon, l'émission est visible sur Ameba TV.

## Résumé des saisons
| Saison | Saison | Épisodes | Dates de diffusion | Dates de diffusion |
| Saison | Saison | Épisodes | Début de saison    | Fin de saison      |
| ------ | ------ | -------- | ------------------ | ------------------ |
|        | 1      | 14       | 5 juin 2012        | 9 octobre 2012     |
|        | 2      | 7        | 19 février 2013    | 2 avril 2013       |
|        | 3      | 8        | 11 juin 2013       | 30 juillet 2013    |
|        | 4      | 21       | 5 septembre 2013   | 28 janvier 2014    |
|        | 5      | 14       | 18 mars 2014       | 20 mai 2014        |
|        | 6      | 6        | 19 août 2014       | 27 septembre 2014  |
|        | 7      | 14       | 14 octobre 2014    | 9 décembre 2014    |
|        | 8      | 7        | 24 mars 2015       | 28 avril 2015      |
|        | 9      | 8        | 9 septembre 2015   | 11 décembre 2015   |
|        | 10     | 8        | 29 décembre 2015   | 16 février 2016    |
|        | 11     | 9        | 30 août 2016       | 26 octobre 2016    |
|        | 12     | 11       | 9 décembre 2016    | 28 mars 2017       |
|        | 13     | 8        | 17 octobre 2017    | 21 novembre 2017   |
|        | 14     | 9        | 3 avril, 2018      | 8 mai 2018         |
|        | 15     | 12       | 8 juillet, 2019    | 29 septembre 2019  |
|        | 16     | 5        | 1er mars, 2020     | 27 avril 2020      |

### Saison 1
La saison 1 débute le 6 juin 2012 et se termine le 8 décembre 2012 pour un total de 14 épisodes. Elle est tournée sur Reeder Road à Dallas. L’équipe du Gas Monkey Garage travaille dans l’arrière-cour, tandis que Rawlings a son bureau dans un pré-fabriqué. On découvre Sue Martin, une immigrante taïwanaise, travaillant chez ASM Auto Upholstery, une entreprise qui se trouve à proximité, spécialisée dans la couture et la sellerie. KC Mathieu, un ami de longue date d'Aaron et propriétaire de KC's Paint Shop, fait partie de l'équipe habituelle du GMG, il est peintre. Scot McMillan, Jr., du Scot Rods Garage, quitte l'équipe à la fin de la saison pour travailler dans son propre garage. Au cours de la saison, Rawlings embauche comme secrétaire assistante Christie Brimberry qui devient un personnage récurrent de la série.
| No. de l'épisode | No. de l'épisode par saison | Titre original                        | Titre français                | Date d'enregistrement | Résumé                                                                     | Audience |
| ---------------- | --------------------------- | ------------------------------------- | ----------------------------- | --------------------- | -------------------------------------------------------------------------- | -------- |
| 1                | 1                           | Model A Madness                       | La folie des Ford A           | 6 juin 2012           | Ford 1931 Modèle A, Buick Riviera et Chevrolet 210.                        |          |
| 2                | 2                           | Awesome Aussies & Olds                | Résister à l'épreuve du temps | 13 juin 2012          | 1955 Chevy Bel Air, Oldsmobile Rocket 88 coupé 1950, Cadillac DeVille 1973 |          |
| 3                | 3                           | Monkey Business Dragster              | Fou de dragster               | 20 juin 2012          | Pontiac 1932 et Cadillac Sedan De Ville 1960.                              |          |
| 4                | 4                           | Double-Trouble Galaxy                 | Galaxie infernale             | 27 juin 2012          | Ford Galaxie 1964 et F-1 Ford 1949                                         |          |
| 5                | 5                           | Low-Riding Lincoln                    | Un passé mystérieux           | 11 juillet 2012       | Lincoln Continental Mark III de 1970, Ford pickup 1968.                    |          |
| 6                | 6                           | Frankensteined Ford                   | La Ford de Frankenstein       | 18 juillet 2012       | Ford F-100 1968, Trans Am Firebird 1977 et Cadillac 1967                   |          |
| 7                | 7                           | Amazing Impala                        | Fantastique Impala            | 3 septembre 2012      | Chevrolet Impala 1964 et Cadillac Coupe de Ville 1955                      |          |
| 8                | 8                           | '48 Chevy Fleet                       | Une Chevy aux enchères        | 10 septembre 2012     | Chevrolet Fleetmaster 1948, Chevrolet Corvette 1974 et Cadillac 1963.      |          |
| 9                | 9                           | Ramshackle Rambler                    | Rambler délabrée              | 17 septembre 2012     | Rambler 1959 et Ford A de 1931.                                            |          |
| 10               | 10                          | One-of-a-Kind Woodill                 | Une affaire en or             | 24 septembre 2012     |                                                                            |          |
| 11               | 11                          | Fast & Furious Fairmont               | Fast and furious              | 1er octobre 2012      | Ford Fairmont 1967 et Corvette Stingray.                                   |          |
| 12               | 12                          | Holy Grail Hot Rod                    | Saint Graal des Hot Rod       | 8 octobre 2012        | Richard et Aaron travaillent sur une Ford de 1932 et une Shelby 1989.      |          |
| 13               | 13                          | Apache • Road to Chopper Live, Part 1 | Des bras en moins             | 3 décembre 2012       | Chevrolet Apache de 1959                                                   |          |
| 14               | 14                          | Apache • Road to Chopper Live, Part 2 | Coup de chance                | 10 décembre 2012      | Shelby Mustang GT de 1968                                                  |          |

### Saison 2
| No. de l'épisode | No. de l'épisode par saison | Titre original                   | Titre français        | Date d'enregistrement | Résumé                                                     | Audience |
| ---------------- | --------------------------- | -------------------------------- | --------------------- | --------------------- | ---------------------------------------------------------- | -------- |
| 15               | 1                           | Mashed Up Mustang                | Achat embarrassant    | 18 février 2013       | Ford Mustang 1967.                                         |          |
| 16               | 2                           | Bad Ass Bronco, Part 1           | Trou budgétaire       | 25 février 2013       | Ford Bronco 1976.                                          |          |
| 17               | 3                           | Bad Ass Bronco, Part 2           | Patience de fer       | 4 mars 2013           | Ford Bronco 1976.                                          |          |
| 18               | 4                           | Far-Out Fairlane                 | Œuvre de bienfaisance | 11 mars 2013          | Ford Fairlane 1959 et une Chevrolet Bel Air 1954.          |          |
| 19               | 5                           | Stung By a '67 Corvette Stingray | En route pour Vegas   | 18 mars 2013          | Dodge Challenger 1973 et Chevrolet Corvette Stingray 1967. |          |
| 20               | 6                           | Trials of a T-Bird               | Nouveau QG            | 25 mars 2013          | Chevrolet Corvette 1958 et T-Bird 1967.                    |          |
| 21               | 7                           | Ferocious Ford and Fast Ferrari  | Hot rod d'enfer       | 1er avril 2013        | Ford 1938 et Ferrari F40.                                  |          |

### Saison 3
| No. de l'épisode | No. de l'épisode par saison | Titre original                        | Titre français        | Date d'enregistrement | Résumé                   | Audience |
| ---------------- | --------------------------- | ------------------------------------- | --------------------- | --------------------- | ------------------------ | -------- |
| 22               | 1                           | Ferrari Fix, Part 1                   | Projet à risques      | 10 juin 2013          | Ferrari F40.             |          |
| 23               | 2                           | Ferrari Fix, Part 2                   | Vous avez dit Ferrari | 17 juin 2013          | Ferrari F40.             |          |
| 24               | 3                           | No Bull Bonneville                    | Achat en gros         | 24 juin 2013          | Pontiac Bonneville 1959. |          |
| 25               | 4                           | Dodge Hodge Podge, Part 1             | Pick-up de récup      | 1er août 2013         | Dodge 1964.              |          |
| 26               | 5                           | Dodge Hodge Podge, Part 2             | La machine prend vie  | 8 août 2013           | Dodge 1964.              |          |
| 27               | 6                           | Ford Galaxie, Part 1 • Bikini Contest | Concours de bikini    | 15 juillet 2013       | Ford Galaxie 1967.       |          |
| 28               | 7                           | Ford Galaxie, Part 2 • Nash Healey    | Appel inattendu       | 22 juillet 2013       | Ford Galaxie 1967.       |          |
| 29               | 8                           | Beards, Builds and Beers              | Bons moments          | 29 juillet 2013       | Retour sur la saison.    |          |

### Saison 4
| No. de l'épisode | No. de l'épisode par saison | Titre original                             | Titre français                | Date d'enregistrement | Résumé                                                                 | Audience |
| ---------------- | --------------------------- | ------------------------------------------ | ----------------------------- | --------------------- | ---------------------------------------------------------------------- | -------- |
| 30               | 1                           | Dale Jr.'s Sick Nomad                      | 10 jours pas plus             | 2 septembre 2013      | Chevrolet 1956 Nomad                                                   |          |
| 31               | 2                           | Chopped Cabriolet and 'Vette Rescue        | Grande annonce                | 9 septembre 2013      | Ford Cabriolet 1932 et Corvette 1962                                   |          |
| 32               | 3                           | Cool Customline                            | Concours de mustang           | 16 septembre 2013     | Ford 1955 Customline et Aston Martin 1938                              |          |
| 33               | 4                           | Killer COPO Camaro                         | Voiture de réve               | 14 octobre 2013       | COPO Camaro                                                            |          |
| 34               | 5                           | Caddy Rust Bucket • Bel Air Beauty, Part 1 | Icone de la course            | 21 octobre 2013       | 1949 classic convertible, 1968 Cadillac Coupe de Ville et 1960 Bel Air |          |
| 35               | 6                           | Caddy Rust Bucket • Bel Air Beauty, Part 2 | Première voiture              | 28 octobre 2013       | 1949 classic convertible, 1968 Cadillac Coupe de Ville et 1960 Bel Air |          |
| 36               | 7                           | Flugtag Flyer • Wicked Wayfarer            | Drôle de machine volante      | 4 novembre 2013       | 1950 Dodge Wayfarer                                                    |          |
| 37               | 8                           | 71 Cool Kingswood • Retro Replicar         | Dragster des seventies        | 11 novembre 2013      | Chevrolet 1971 Kingswood et MG 1980 Replicar                           |          |
| 38               | 9                           | Shelby Rent-A-Racer Restore, Part 1        | Voiture Amphibie              | 18 novembre 2013      | Shelby Mustang 1968                                                    |          |
| 39               | 10                          | Shelby Rent-A-Racer Restore, Part 2        | La cerise sur le gâteau       | 25 novembre 2013      | Shelby Mustang 1968                                                    |          |
| 40               | 11                          | Gas Monkey Bandit Car, Part 1              | Cours après moi Sherif        | 2 décembre 2013       | 1977 TransAm                                                           |          |
| 41               | 12                          | Gas Monkey Bandit Car, Part 2              | Direction la Nouvelle-Orléans | 9 décembre 2013       | 1977 TransAm                                                           |          |
| 42               | 13                          | Troll’s Choice Rolls-Royce                 | Erreur à 90 000$              | 27 janvier 2014       | Rolls Royce                                                            |          |

### Saison 5
| No. de l'épisode | No. de l'épisode par saison | Titre original               | Titre français                 | Date d'enregistrement | Résumé                                      | Audience |
| ---------------- | --------------------------- | ---------------------------- | ------------------------------ | --------------------- | ------------------------------------------- | -------- |
| 43               | 1                           | Aaron's Falcon Racecar       | Histoire d'amour avec une Ford | 17 mars 2014          | Ford Falcon 1963                            |          |
| 44               | 2                           | Mustang Mania                | La colère du grand singe       | 24 mars 2014          | Mustang Fastback                            |          |
| 45               | 3                           | Jacked-up Jeep               | Surprise surprise!             | 31 mars 2014          | Jeep                                        |          |
| 46               | 4                           | Fleetline Superflip Frenzy   | Premier amour                  | 7 avril 2014          | Chevrolet 1957                              |          |
| 47               | 5                           | Holy Grail Firebirds, Part 1 | Contre la montre               | 21 avril 2014         | Pontiac Firebird                            |          |
| 48               | 6                           | Holy Grail Firebirds, Part 2 | Dernière chance                | 28 avril 2014         | Pontiac Firebird                            |          |
| 49               | 7                           | Demolition Theater           |                                | 5 mai 2014            |                                             |          |
| 50               | 8                           | Fast Moving F100             | Mauvaise surprise              | 12 mai 2014           | Ford Pantera 1972 et Ford F-100 pickup 1969 |          |
| 51               | 9                           | Top 50 Moments               | Le top 50                      | 20 mai 2014           |                                             |          |

### Saison 6
| No. de l'épisode | No. de l'épisode par saison | Titre original                              | Titre français         | Date d'enregistrement | Résumé                                | Audience |  |
| ---------------- | --------------------------- | ------------------------------------------- | ---------------------- | --------------------- | ------------------------------------- | -------- |  |
| 52               | 1                           | Chopped and Dropped Model A, Part 1         | Compte à rebours       | 18 août 2014          | Ford A 1931.                          |          |  |
| 53               | 2                           | Chopped and Dropped Model A, Part 2         | Trouvaille d'enfer     | 25 août 2014          | Ford A 1931.                          |          |  |
| 54               | 3                           | Super Sonic Camaro, Part 1                  | Contrat en or          | 1er septembre 2014    | Chevrolet Camaro SS convertible 1968. |          |  |
| 55               | 4                           | Super Sonic Camaro, Part 2                  | Vente aux enchères     | 8 septembre 2014      | Chevrolet Camaro SS convertible 1968. |          |  |
| 56               | 5                           | Pikes Peak or Bust, Part 1                  | La course de Pike Peak | 15 septembre 2014     |                                       |          |  |
| 57               | 6                           | C10 Race Truck/Pikes Peak Pace Truck Part 2 | Défi à relever         | 22 septembre 2014     |                                       |          |  |
| 58               | 7                           | Cars, Concrete & Crashes                    | Le meilleur du pire    | 29 septembre 2014     |                                       |          |  |
| 59               | 8                           | Motorcycle Monkey Mayhem                    |                        | 6 octobre 2014        |                                       |          |  |

### Saison 7
| No. de l'épisode | No. de l'épisode par saison | Titre original                                   | Titre français           | Date d'enregistrement | Résumé | Audience |
| ---------------- | --------------------------- | ------------------------------------------------ | ------------------------ | --------------------- | ------ | -------- |
| 60               | 1                           | The Shorty Short VW Bus                          | La concurrence est rude  | 13 octobre 2014       |        |          |
| 61               | 2                           | One Cool Impala                                  | Une affaire en or        | 20 octobre 2014       |        |          |
| 62               | 3                           | Big, Bad C-10 Build, Part 1                      | No limit !               | 27 octobre 2014       |        |          |
| 63               | 4                           | Big, Bad C-10 Build, Part 2                      | La pression des encheres | 3 novembre 2014       |        |          |
| 64               | 5                           | NHRA and a '55 Pink Caddy, Part 1                | La vie en rose           | 10 novembre 2014      |        |          |
| 65               | 6                           | NHRA and a '55 Pink Caddy, Part 2                | La folie du Dragster     | 17 novembre 2014      |        |          |
| 66               | 7                           | Turkey Day Disasters                             |                          | 24 novembre 2014      |        |          |
| 67               | 8                           | Party on Wreck Street                            |                          | 1er décembre 2014     |        |          |
| 68               | 9                           | Don't Hassle the Hoff • Pontiac Trans Am, Part 1 | Passion K2000            | 8 décembre 2014       |        |          |
| 69               | 10                          | Don't Hassle the Hoff • Pontiac Trans Am, Part 2 | Face a son idole         | 8 décembre 2014       |        |          |
| 70               | 11                          | Catastrophic Failure                             |                          | 15 décembre 2014      |        |          |
| 71               | 12                          | Happy, Hospital Holidays                         |                          | 22 décembre 2014      |        |          |
| 72               | 13                          | Outlaws All Over                                 |                          | 29 décembre 2014      |        |          |
| 73               | 14                          | Appetite for Destruction                         |                          | 5 janvier 2015        |        |          |
| 74               | 15                          | Misfit in the Making                             |                          | 12 janvier 2015       |        |          |

### Saison 8
| No. de l'épisode | No. de l'épisode par saison | Titre original                    | Titre français          | Date d'enregistrement | Résumé | Audience |
| ---------------- | --------------------------- | --------------------------------- | ----------------------- | --------------------- | ------ | -------- |
| 75               | 1                           | Caddy Countdown                   |                         | 23 mars 2015          |        |          |
| 76               | 2                           | Scat Pack Challenger, Part 1      | Le challenge impossible | 30 mars 2015          |        |          |
| 77               | 3                           | Scat Pack Challenger, Part 2      | Quitte ou double        | 30 mars 2015          |        |          |
| 78               | 4                           | Back To The 80's In A 68' Coronet | Coronet du tonnerre     | 6 avril 2015          |        |          |
| 79               | 5                           | Road to Barrett Jackson, Part 1   | Travail d'equipe        | 13 avril 2015         |        |          |
| 80               | 6                           | Road to Barrett Jackson, Part 2   | Viva Las Vegas          | 20 avril 2015         |        |          |
| 81               | 7                           | Rocking 76 G10 van                | En plein desert         | 27 avril 2015         |        |          |

### Saison 9
| No. de l'épisode | No. de l'épisode par saison | Titre original                     | Titre français          | Date d'enregistrement | Résumé | Audience |
| ---------------- | --------------------------- | ---------------------------------- | ----------------------- | --------------------- | ------ | -------- |
| 82               | 0                           | Year of the Monkey                 |                         | 31 août 2015          |        |          |
| 83               | 1                           | Cutlass Lowrider, Part 1           | Une grande premiere     | 7 septembre 2015      |        |          |
| 84               | 2                           | Cutlass Lowrider, Part 2           | Course contre la montre | 14 septembre 2015     |        |          |
| 85               | 3                           | Big Red Caddy, Part 1              | Le gout du luxe         | 21 septembre 2015     |        |          |
| 86               | 4                           | Big Red Caddy, Part 2              | La pression monte       | 28 septembre 2015     |        |          |
| 87               | 5                           | Supping up a Super Ford GT, Part 1 | Super Ford GT           | 5 octobre 2015        |        |          |
| 88               | 6                           | Supping up a Super Ford GT, Part 1 | Souvenir de tournage    | 12 octobre 2015       |        |          |
| 88               | 7                           | Hot Wheels, Big Deals              |                         | 10 décembre 2015      |        |          |

### Saison 10
| No. de l'épisode | No. de l'épisode par saison | Titre original                                           | Titre français               | Date d'enregistrement | Résumé | Audience |
| ---------------- | --------------------------- | -------------------------------------------------------- | ---------------------------- | --------------------- | ------ | -------- |
|                  | 1                           | Back to the Beginning with Gas Monkey Garage             |                              | 29 décembre 2015      |        |          |
| 89               | 2                           | Racing a '67 Dodge Dart, Part 1                          | Course de Dragster           | 4 janvier 2016        |        |          |
| 90               | 3                           | Racing a '67 Dodge Dart, Part 2                          | La loi des series            | 11 janvier 2016       |        |          |
| 91               | 4                           | Frustrated with a '32 Ford/Return to Pike's Peak, Part 1 | Retour à Pike's Peak         | 18 janvier 2016       |        |          |
| 92               | 5                           | Frustrated with a '32 Ford/Return to Pike's Peak, Part 2 | Les dangers de la meteo      | 25 janvier 2016       |        |          |
| 93               | 6                           | Motorcycle Mayhem/Packing a Packard for Pebble, Part 1   | Un challenge à la hauteur    | 1er février 2016      |        |          |
| 94               | 7                           | Motorcycle Mayhem/Packing a Packard for Pebble, Part 2   | Concours d'elegance          | 8 février 2016        |        |          |
| 95               | 8                           | Revving Up a '69 Riviera                                 | Riviera de 69 dans les tours | 15 février 2016       |        |          |

### Saison 11
| No. de l'épisode | No. de l'épisode par saison | Titre original         | Titre français        | Date d'enregistrement | Résumé | Audience |
| ---------------- | --------------------------- | ---------------------- | --------------------- | --------------------- | ------ | -------- |
| 96               | 1                           | Parked in the Keys     |                       | 29 août 2016          |        |          |
| 97               | 2                           | Harley and Me          | La passion du vintage | 5 septembre 2016      |        |          |
| 98               | 3                           | Hot off the Pantera    | Objectif : Innover !  | 12 septembre 2016     |        |          |
| 99               | 4                           | Pan-tera’s Labyrinth   | Tout s'accélère       | 19 septembre 2016     |        |          |
| 100              | 5                           | The Pickup Artist      | Challenge Ambitieux   | 3 octobre 2016        |        |          |
| 101              | 6                           | Pickup The Pieces      | Les bouchées doubles  | 10 octobre 2016       |        |          |
| 102              | 7                           | Camaro Rising          | Un cadeau du ciel     | 17 octobre 2016       |        |          |
| 103              | 8                           | This is so Farfegnugen | Porsche Ressuscitée   | 17 octobre 2016       |        |          |
| 104              | 9                           | Germany meet America   | L'affaire du siècle   | 24 octobre 2016       |        |          |

### Saison 12
| No. de l'épisode | No. de l'épisode par saison | Titre original                                 | Titre français             | Date d'enregistrement | Résumé | Audience |
| ---------------- | --------------------------- | ---------------------------------------------- | -------------------------- | --------------------- | ------ | -------- |
| 105              | 1                           | Million Dollar Monkey                          | La Chevrolet de 1955       | 16 janvier 2017       |        |          |
| 106              | 2                           | Opening Bid                                    | Million Dollar Monkey      | 23 janvier 2017       |        |          |
| 107              | 3                           | When Lightning Strikes                         | Toujours plus loin         | 30 janvier 2017       |        |          |
| 108              | 4                           | Spinning Their Hot Wheels                      |                            | 4 février 2017        |        |          |
| 109              | 5                           | Hot Wheels of Fortune                          |                            | 3 janvier 2017        |        |          |
| 110              | 6                           | La Casa Del Camino                             | La Casa Del Camino         | 6 février 2017        |        |          |
| 111              | 7                           | Buggin' Out                                    | En route pour les vacances | 13 février 2017       |        |          |
| 112              | 8                           | The Vomit Comet                                | Souvenir du lycée          | 20 février 2017       |        |          |
| 113              | 9                           | 100 Monkeys                                    |                            | 20 février 2017       |        |          |
| 114              | 10                          | Bye Bye Beardy                                 | Le départ d'Aaron          | 27 février 2017       |        |          |
| 115              | 11                          | Vs. Street Outlaws: Build to Mega Race Part II | Le crash de la Challenger  | 27 février 2017       |        |          |

### Saison 13
| No. de l'épisode | No. de l'épisode par saison | Titre original              | Titre français              | Date d'enregistrement | Résumé | Audience |
| ---------------- | --------------------------- | --------------------------- | --------------------------- | --------------------- | ------ | -------- |
| 116              | 1                           | Step Vanning Into a New Era | Le début d'une nouvelle ère | 16 octobre 2017       |        |          |
| 117              | 2                           | Cruisin' for a Bruisin'     | Chercher les ennuis         | 23 octobre 2017       |        |          |
| 118              | 3                           | All About the Bass          | Le nouveau venu             | 30 octobre 2017       |        |          |
| 119              | 4                           | Bad Bass                    | Mauvaise Presse             | 6 novembre 2017       |        |          |
| 120              | spécial                     | All About the Bad Bass      |                             | 9 novembre 2017       |        |          |
| 121              | 5                           | Busch vs. Logano            |                             | 13 novembre 2017      |        |          |
| 122              | 6                           | The Race: Busch vs. Logano  |                             | 20 novembre 2017      |        |          |
| 123              | spécial                     | Fast N' Loud's First Build  |                             | 14 février 2018       |        |          |

### Saison 14
| No. de l'épisode | No. de l'épisode par saison | Titre original                  | Titre français            | Date d'enregistrement | Résumé | Audience |
| ---------------- | --------------------------- | ------------------------------- | ------------------------- | --------------------- | ------ | -------- |
| 124              | spécial                     | Team Gas Monkey                 |                           | 3 avril 2018          |        |          |
| 125              | 1                           | Dat Car                         | Datsun 280Z               | 13 mars 2018          |        |          |
| 126              | 2                           | Tune It Up                      | Le salon de la Sema       | 20 mars 2018          |        |          |
| 127              | 3                           | Shining Up A '59 F-100          | Une Ford F-100            | 27 mars 2018          |        |          |
| 128              | 4                           | Monkeying Around[               | La Parole Aux Fans!       | 3 avril 2018          |        |          |
| 129              | 5                           | Shiny And New                   | Tout beau tout neuf       | 10 avril 2018         |        |          |
| 130              | 6                           | Trouble In The Galaxie          | Chaos Dans La Galaxie     | 17 avril 2018         |        |          |
| 131              | 7                           | Richard's Guide To The Galaxies | Le Voyage Dans La Galaxie | 24 avril 2018         |        |          |
| 132              | 8                           | Bass Is Back                    | Le Retour De Bass         | 1er mai 2018          |        |          |
| 133              | 9                           | The Cutting Krew                | La Krew De Choc           | 8 mai 2018            |        |          |

### Saison 15
La 15e saison débute le 8 juillet 2019
| No. de l'épisode | No. de l'épisode par saison | Titre original          | Titre français                 | Date d'enregistrement | Résumé                 | Audience |
| ---------------- | --------------------------- | ----------------------- | ------------------------------ | --------------------- | ---------------------- | -------- |
| 134              | 1                           | Bullitt In The Chamber  |                                | 7 juillet 2019        | Fastback Mustang 1968  |          |
| 135              | 2                           | Scouts' Honor           |                                | 15 juillet 2019       |                        |          |
| 136              | 3                           | Beyond Reasonable Scout |                                | 22 juillet 2019       | 79 International Scout |          |
| 137              | 4                           | SEMA Dreamin'           |                                | 5 août 2019           |                        |          |
| 138              | 5                           | Chop Shop Truck         | La Camionnette Ultime          | 12 août 2019          | Cuda 1970              |          |
| 139              | 6                           | Monster and Monkeys     | Catastrophe De Derniere Minute | 19 août 2019          | Ford pickup 1933       |          |
| 140              | 7                           | Keeping It Shelby       |                                | 26 août 2019          | Shelby Mustang 1968    |          |
| 141              | 8                           | Brady Car               |                                | 2 septembre 2019      | '69 Plymouth           |          |
| 142              | 9                           | Building Brady          |                                | 9 septembre 2019      |                        |          |
| 143              | 10                          | Chevy Chase             | La Chevauchee De La Chevrolet  | 16 septembre 2019     | NASCAR                 |          |
| 144              | 11                          | Thunderstruck           | Hommage A La Nascar            | 23 septembre 2019     | NASCAR                 |          |
| 145              | 12                          | No Second Chances       |                                | 9 septembre 2019      | '72 Buick Riviera      |          |

### Saison 16
| No. de l'épisode | No. de l'épisode par saison | Titre original         | Titre français | Date d'enregistrement | Résumé                            | Audience |
| ---------------- | --------------------------- | ---------------------- | -------------- | --------------------- | --------------------------------- | -------- |
| 146              | 1                           | Super Troupe Jeep      |                | 1er mars 2020         | '81 Jeep CJ7 et '68 Chevelle      |          |
| 147              | 2                           | Wranglin World Records |                | 6 avril 2020          | Jeep Wrangler et '55 Crown Vic    |          |
| 148              | 3                           | Vintage Payday         |                | 13 avril 2020         | '37 Buick et '77 Blazer           |          |
| 149              | 4                           | Race Against Time      |                | 20 avril 2020         | 1975 Datsun 280-Z avec Brian Bass |          |
| 150              | 5                           | Quick-Flippin' a Caddy |                | 27 avril 2020         |                                   |          |
|                  |                             |                        |                |                       |                                   |          |

## Personnages

### Richard Rawlings
Doublage VFBruno Choël

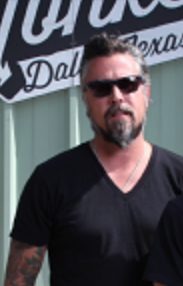
Richard Rawlings

Richard Rawlings est un entrepreneur américain et une personnalité des médias. Il est la vedette de l’émission de télé-réalité Américars (Fast N' Loud en version originale). Il est propriétaire du Gas Monkey Garage ainsi que des salles de concert Gas Monkey Bar N' Grill et Gas Monkey Live à Dallas au Texas.
Rawlings est né le 30 mars 1969 à Fort Worth, au Texas. Enfant, il assiste à des salons de l'automobile avec son père. Il achete son premier véhicule à l'âge de 14 ans. Au cours des six à sept années suivantes, il obtient son diplôme à la Eastern Hills School et travaille comme officier de police, pompier et ambulancier paramédical.
En 1993, il épouse Karen K. Grames, et divorce l'année suivante. En 1999, il épouse sa deuxième femme, Suzanne Marie Mergele, à Las Vegas, dans le Nevada. Le couple divorce en 2009 avant de se remarier en 2015 à Cabo au Mexique.
En 1999, Rawlings crée la société d’imprimerie et de publicité Lincoln Press qu'il revend en 2002 pour investir dans le Gas Monkey Garage à Dallas. Le garage crée des automobiles pour des clients du monde entier. Depuis 2012, cette installation est au cœur de la série Américars.

En septembre 2013, Rawlings ouvre le Gas Monkey Bar N' Grill dans le nord-ouest de Dallas. Un deuxième emplacement à l'Aéroport international de Dallas-Fort Worth ouvre ses portes en mars 2014. En octobre 2014, il investit dans le Gas Monkey Live, une salle consacrée principalement à la musique live.
La même année, Rawlings présente des publicités télévisées faisant la promotion des véhicules Dodge.
Le 12 mai 2015, Rawlings publie sa première autobiographie intitulée Fast N' Loud: Blood, Sweat and Beers.

### Aaron Kaufman

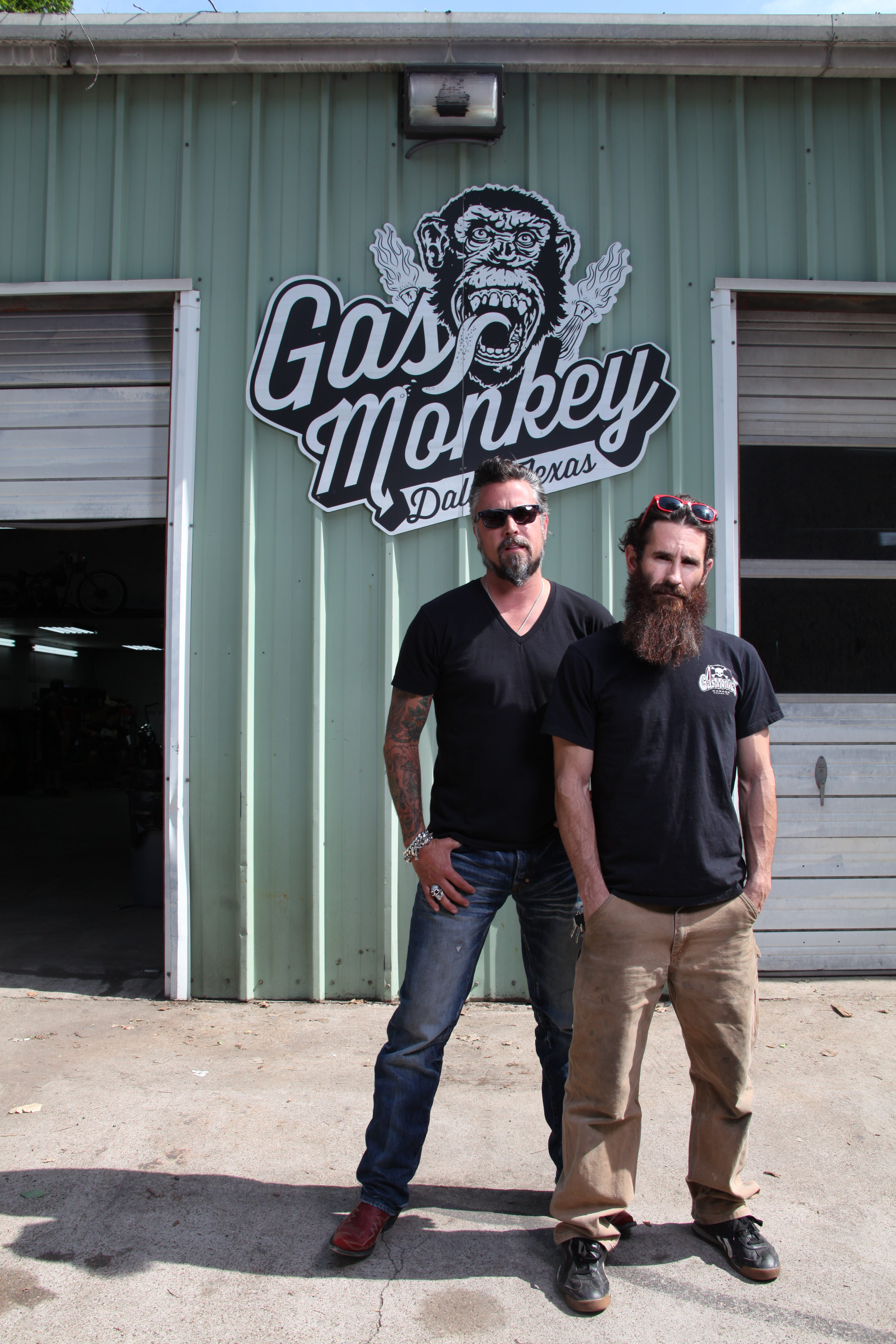
Richard Rawlings et Aaron Kaufman

Aaron Kaufman est une personnalité de la télévision américaine et le propriétaire d’Arclight Fabrication, une entreprise de Dallas qui fournit des composants de rechange pour les camionnettes Ford F-100. Il participe à l'émission Américars comme mécanicien en chef de Gas Monkey Garage avant de lancer sa propre émission télévisée intitulée Shifting Gears avec Aaron Kaufman le 5 mars 2018. Six épisodes ont été tournés : Un nouveau départ, Scout 66, King of the Hammers, Semi-remorque, Compte à rebours et Pikes Peak international.